# Kerstin Anér
Kerstin Anér, född 28 mars 1920 i Adolf Fredriks församling, Stockholm, död 23 november 1991 i Överjärna församling, Södertälje, var en svensk radioproducent, litteraturvetare och författare. Hon var även politiker (folkpartist) och riksdagsledamot.

## Biografi
Kerstin Anér var dotter till direktören Josef Anér och läraren Gunvor Anér, född Löfvendahl, samt syster till Sven Anér. Hon blev filosofie doktor i litteraturhistoria vid Göteborgs högskola 1948 på en avhandling om 1790-talets press- och litteraturklimat i Sverige. Hon var medarbetare i Bonniers litterära magasin 1946–1959 och Idun/Veckojournalen 1951–1963, och var programproducent vid Sveriges Radio 1956–1969. Åren 1976–1980 var hon statssekreterare i utbildningsdepartementet.
Anér var riksdagsledamot 1969–1985, 1969–1970 i andra kammaren för Stockholms stads valkrets, 1971–1976 för Stockholms kommuns valkrets och 1976–1985 i Stockholms läns valkrets. I riksdagen var hon bland annat ledamot i jordbruksutskottet 1972–1976 och i kulturutskottet 1979–1982. Hon var även andre vice gruppordförande för Folkpartiet 1975–1981. Som riksdagsledamot var hon flitigt verksam inom forsknings- och miljöpolitiken, djurrättsfrågor och i frågor gällande alternativmedicin. Hon var även tidigt ute med att uppmärksamma datoriseringens effekter på den personliga integriteten. Hon anlitades också i ett stort antal statliga utredningar om exempelvis integritet, genteknik och energifrågor.
Anér myntade det i datavetenskap och datarätt förekommande begreppet dataskugga. Anér nämner termen första gången i tryckt media i den kristna kulturtidskriften Vår Lösen år 1972 i en essä med titeln ”Dataskuggan”.
Anér var länge aktiv i Rädda barnens riksförbund, där hon också var förbundsordförande 1978–1983. Hon var en anlitad talare över hela landet, både i kyrkorna och i Folkpartiets lokala avdelningar. Hon utvecklade en talekonst som drog många människor till hennes möten, där hon ibland läste upp psalmer och annat som hon skrivit. Hon finns representerad i Den svenska psalmboken 1986 med två verk (nr 27 och 292).

## Psalmer
- Du är större än mitt hjärta (nr 27) skriven 1946
- Jublande lyfter vi här våra händer (nr 292) Lovsång översatt 1975